# Людерсфельд
Людерсфельд (нім. Lüdersfeld) — громада в Німеччині, розташована в землі Нижня Саксонія. Входить до складу району Шаумбург. Складова частина об'єднання громад Ліндгорст.
Площа — 12,64 км2. Населення становить 1039 ос. (станом на 31 грудня 2021).